# هنري جاكسون يوي
هنري جاكسون يوي (بالإنجليزية: Henry Jackson Yue)‏ هو مترجم نيوزلندي، ولد في 1881، وتوفي في 1955.